# Козиновский
Козиновский — хутор в Серафимовичском районе Волгоградской области.
Входит в состав Клетско-Почтовского сельского поселения.

## География
На хуторе имеются три улицы: Весёлая, Заречная и Степная.

## Население
| 2010 |
| ---- |
| 30   |